# Kalofer
Kalofer (en búlgaro, Калофер) es una ciudad de Bulgaria situada en la provincia de Plovdiv. Tiene una población, a mediados de marzo de 2023, de 2631 habitantes.
Es conocida por ser la cuna del poeta y revolucionario búlgaro Hristo Botev.
El emplazamiento moderno de Kalofer surgió en el siglo XVI, pudiendo preservar su carácter búlgaro durante el Imperio otomano y desarrollarse como un centro de artesanos, primordialmente con la producción de hilo. El monasterio de Kalofer ha estado en operación desde 1640 y el convento desde 1700. Durante el Resurgimiento Nacional Búlgaro, el pueblo se convirtió en centro de actividad revolucionaria, siendo el lugar de nacimiento, además del mencionado Botev, de figuras como Exarch Joseph, Dimitar Panichkov y Nikola Ivanov.

## Geografía
Se encuentra a una altitud de 666 metros sobre el nivel del mar, a 156 km de la capital nacional, Sofía.

## Demografía
|         | 2004 | 2005 | 2006 | 2007 | 2008 | 2009 | 2010 | 2011 |
| Mujeres | 1863 | 1853 | 1832 | 1791 | 1744 | 1710 | 1681 | 1620 |
| Varones | 1685 | 1671 | 1638 | 1606 | 1581 | 1549 | 1510 | 1435 |
| Total   | 3548 | 3524 | 3470 | 3397 | 3325 | 3259 | 3191 | 3055 |